# Me muero por ti
Me muero por ti es una telenovela producida por Rubicon Entertainment para Telemundo protagonizada por Christian Meier y Bárbara Mori. Además contó con un gran elenco internacional: Alejandra Borrero, Zully Montero, Isabella Santodomingo, Jorge Martínez, Griselda Noguera, Luis Mesa y Mara Croatto entre otros.
Esta producción fue dirigida por el colombiano Pepe Sánchez. La novela se grabó en su totalidad en locaciones de Miami.

## Sinopsis
Cuatro niñas fueron criadas como hermanas aunque, cuando la menor tenía siete años, se vieron obligadas a separarse. Petra, su madre adoptiva, les promete que aunque sus vidas las lleve a diferentes caminos siempre serán hermanas. Petra ofrece un collar a Santa, una pulsera a Clara, un anillo a Kathy y unos aretes a Julia, todo del mismo conjunto de joyas que le habían dado para que criara a las niñas. Sin embargo, solo una de las niñas es hija de Margot Hidalgo y Felipe Rodríguez pero estos no saben cuál es su hija porque todas tienen una joya de la familia.
Margot intenta descubrir quien es su verdadera hija, un secreto que Petra no revela para proteger a las otras tres chicas. Con este misterio por resolver, Margot hará todo lo posible para que Santa no se relacione con Alfonso, por quien la chica está enamorada y sea posiblemente su hermana.

## Elenco
- Christian Meier - Alfonso Hidalgo
- Bárbara Mori - Santa
- Alejandra Borrero - Julia
- Isabella Santodomingo - Kathy
- Mara Croatto - Helena
- Jorge Martínez - Don Felipe Rodríguez
- Zully Montero - Margot Hidalgo
- Raúl Xiques - Lorenzo
- Marisol Calero - Jasmina
- Luis Mesa - Luciano
- Marisela González - Fefa
- Carlos Montilla - Óscar
- Laura Termini - Laura
- Pedro Telémaco - Vicente
- Jonny Nessi - Mark
- Liz Colenadro - Tina
- Jetzabel Montero - Carmen
- Vicente Pasarielo - Darío
- Gloria Kennedy - Sara
- Eduardo Ibarrola
- Irán Daniels - Margarita
- Alexandra Rozo Navarro - Alexandra
- José Capote - Carlos
- Griselda Noguera - Petra
- Sergio Meyer - Rafael
- María Corina Marrero - Clara
- Milonga - Perrita

## Ficha Técnica
- Libreto original: J. F. Cascales
- Producción de campo: Clara Quintero, Juliana Echeverry, Pablo Romero, Omar Barón
- Jefe de vestuario: Silvio Valdez
- Jefe de locaciones: Luisa Navarro
- Jefe de maquillaje: Helmuth Karpf
- Tema musical: "Si tú quisieras"
- Intérprete: Luis Fonsi
- Dirección de arte: Tybor Szilagyi
- Escenografía: Jazmina Marimon
- Ambientación: Mauricio Parra
- Dirección de fotografía: Ted Lederman, Rubén Sola
- Dirección de posproducción: Yvonne Sánchez, Javier López
- Dirección de la segunda unidad Juan Carlos Wessolosky, David Cano
- Gerente de producción: Roxana Rotundo
- Productor general: Ángel Boscán
- Dirección general: Pepe Sánchez
- Producción ejecutiva: John Banner